# Konstantín Kolésnikov
Konstantín Ilich Kolésnikov (en ucraniano: Костянтин Ілліч Колесніков; en ruso: Константин Ильич Колесников; Vorónizh, 21 de mayo de 1908 - Alicante, 12 de mayo de 1937) fue un piloto militar soviético que participó en la guerra civil española como comandante de un escuadrón de cazas  y nombrado Héroe de la Unión Soviética (1936).

## Biografía
Kolésnikov nació en la gobernación de Chernígov en 1908, en el seno de una familia de un trabajador ferroviario. Después de completar siete grados de escuela y la escuela de educación física en el depósito de locomotoras de Briansk, trabajó como mecánico en el mismo depósito y en 1927 fue reclutado por el Ejército Rojo.
En 1928 se graduó en la Escuela Teórica Militar de la Fuerza Aérea de Leningrado, y en 1930 en la 2ª Escuela de Pilotos Militares de Borisoglebsk. Desde 1931, fue miembro del Partido Comunista de la Unión Soviética y en 1935 fue elegido miembro del Comité Ejecutivo Central de la URSS.
En noviembre de 1936, Kolésnikov tomó parte del bando republicano en la guerra civil española como comandante de unidad de un escuadrón de caza Polikarpov I-16. Tras la muerte del comandante de escuadrón, Serguéi Tárjov, el 13 de noviembre de 1936, fue nombrado comandante del escuadrón. Voló más de 50 veces en los cielos de España, derribando cuatro aviones y 3 en grupo. El 31 de diciembre de 1936, el capitán Konstantín Kolésnikov, entre 11 participantes en la guerra civil, fue condecorado con el título de Héroe de la Unión Soviética con la Orden de Lenin. Murió en un accidente aéreo el 12 de mayo de 1937.

## Premios y honores
- Héroe de la Unión Soviética
- Orden de Lenin
- Orden de la Bandera Roja